# Museo de Arte del Estado de Veracruz

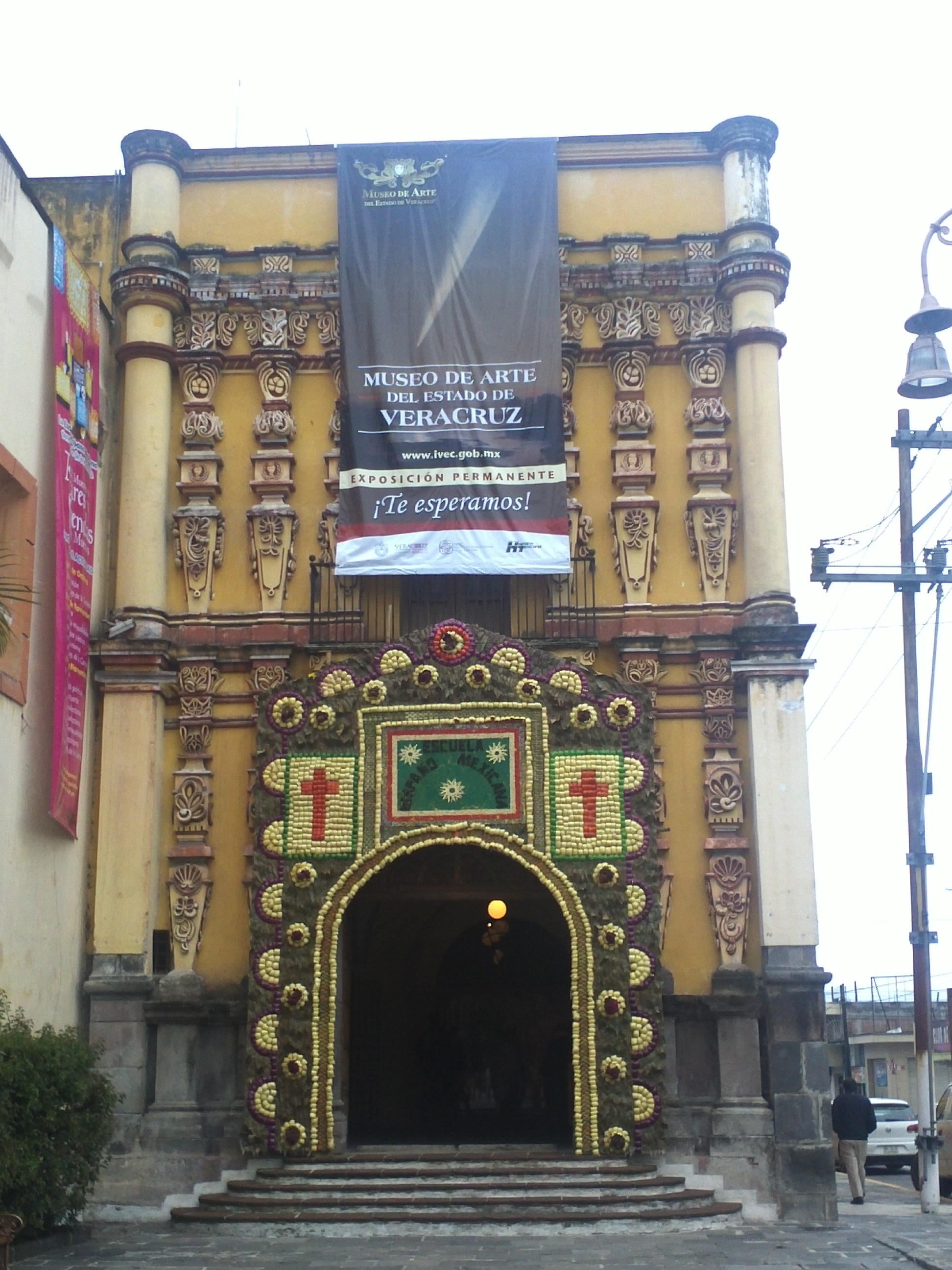
Außenfassade

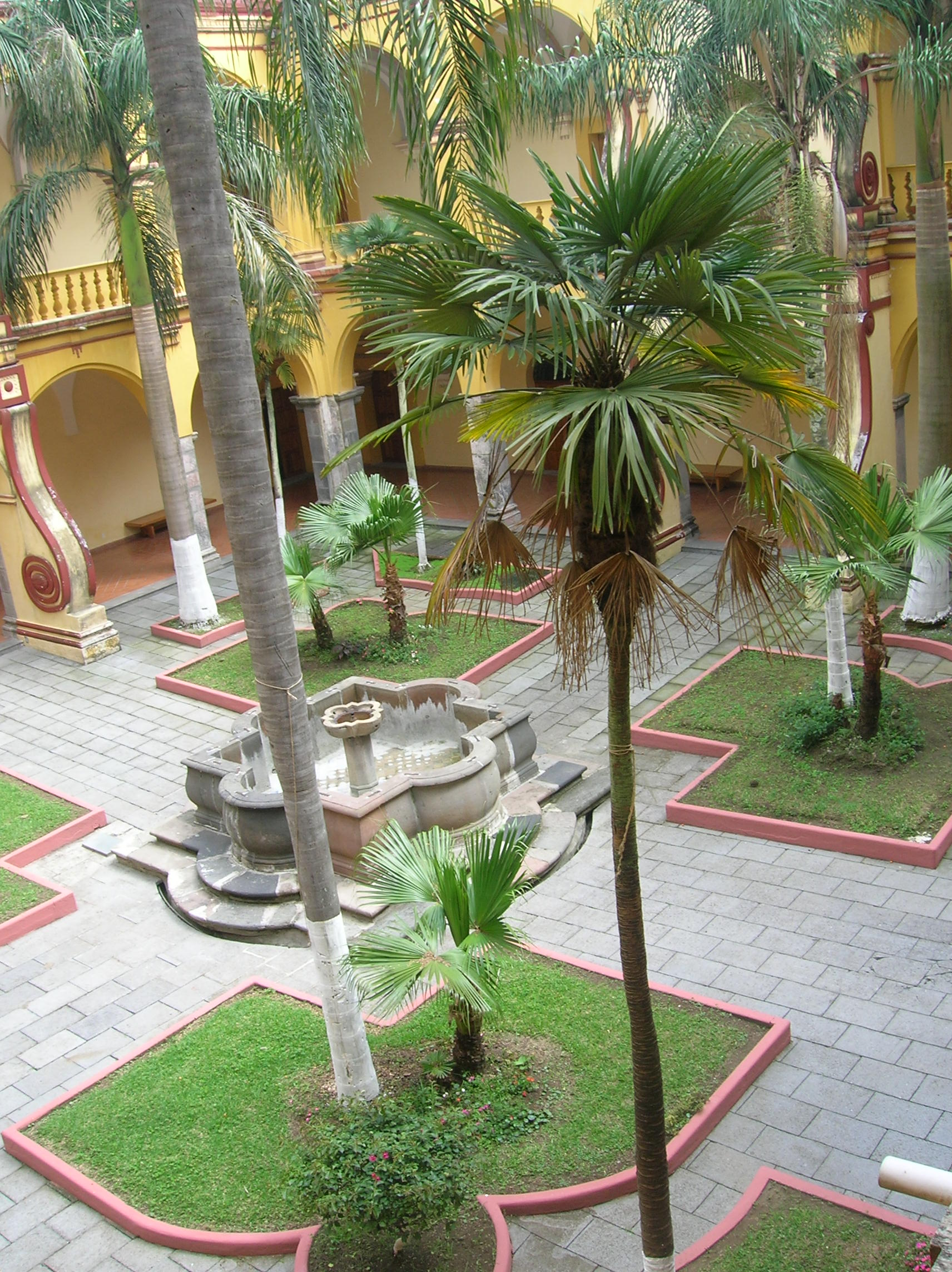
Innenhof

Museo de Arte del Estado de Veracruz, verkürzt auch als  MAEV bezeichnet, ist ein Kunstmuseum in Orizaba, Mexiko.

## Museum
Das MAEV ist eines der bedeutendsten Museen im Bundesstaat Veracruz. Es verfügt über eine umfangreiche Gemäldesammlung, in der sich unter anderem 33 Werke des bekannten mexikanischen Malers Diego Rivera sowie einige Lithografien des deutschen Naturforschers Alexander von Humboldt befinden.
Schwerpunkt der Sammlung sind jedoch Werke von in Veracruz geborenen Künstlern (wie zum Beispiel José Justo Montiel, Salvador Ferrando und Alberto Fuster) sowie Gemälde mit Motiven aus dem Bundesstaat (wie zum Beispiel Landschaften, Brücken und Häfen).

## Gebäude
Das Gebäude an der Ecke der Straßen Avenida 4 Oriente und Calle Sur 23 wurde 1776 errichtet. Es diente zunächst als Oratorium und trug den Namen San Felipe Neri. Infolge des antiklerikalen Reformkrieges mussten die Geistlichen das Anwesen 1859 verlassen. Während der
französischen Intervention diente es in den 1860er Jahren als Krankenhaus und anschließend bis 1873 als Kinderhospiz. Bis 1910 wurde es zum Frauengefängnis umgebaut, bevor es 1938 erneut zum Krankenhaus, diesmal unter der Leitung des Instituto Mexicano del Seguro Social, umgewandelt wurde. 1973 bei einem Erdbeben schwer beschädigt, wurde das Gebäude anschließend zu einem Museum umgebaut und beherbergt seit dem 27. November 1992 das MAEV.